# Itheum vittigerum
Itheum vittigerum là một loài bọ cánh cứng trong họ Cerambycidae.